# North Laramie River
North Laramie River – dopływ Laramie, około 111 km długości, w południowo-wschodnim Wyoming w USA.
Źródła North Laramie znajdują się w Lesie Narodowym Medicine Bow w Górach Laramie, na północy hrabstwa Albany. Płynie na południe, następnie na wschodni północny wschód i wschód. Łączy się z Laramie około 8 km na północ od Wheatland.